# Тримборн, Корнелиус (шахматист)
Корнелиус Тримборн (нем. Cornelius Trimborn, 14 июля 1857 — 25 ноября 1926) — немецкий шахматист и шахматный функционер.
Президент Германского шахматного союза в 1899—1902 гг.
Участник трех турниров Нидерландской шахматной ассоциации (1899, 1903 и 1905 гг.).
Сын юриста и политического деятеля Корнелиуса Бальдуина Тримборна (1824—1889) и его жены Антуанетты Клементины Тримборн (урожд. Паули, 1827—1903). Младший брат юриста и политического деятеля Карла Тримборна (1854—1921).

## Спортивные результаты
| Год  | Город       | Соревнование                                   | + | −  | = | Результат | Место |
| ---- | ----------- | ---------------------------------------------- | - | -- | - | --------- | ----- |
| 1899 | Амстердам   | 27-й турнир Нидерландской шахматной ассоциации | 1 | 13 | 1 | 1½ из 15  | 16    |
| 1903 | Хилверсюм   | 31-й турнир Нидерландской шахматной ассоциации | 6 | 7  | 2 | 7 из 15   | 7—9   |
| 1905 | Схевенинген | 33-й турнир Нидерландской шахматной ассоциации | 2 | 9  | 2 | 3 из 13   | 14    |